# Chignon d'or
Chignon d’or est un film français muet d’André Hugon, sorti en 1916.

## Fiche technique
- Titre : Chignon d'or
- Réalisation : André Hugon
- Scénario : Yves Mirande
- Pays de production : France
- Format : Noir et blanc - Muet - 1,33:1 - 35 mm
- Durée : 50 min.
- Date de sortie : 
  - France : 15 mai 1916

## Distribution
- Mistinguett : Mistinguett
- Harry Baur : Harry